# Aborto en Grecia
El aborto en Grecia se legalizó por completo el 3 de julio de 1986, cuando entró en vigor la ley 1609/1986. Los abortos pueden realizarse a pedido en los hospitales para mujeres, cuyos embarazos no hayan excedido las 12 semanas de gestación. En el caso de violación o incesto, un aborto puede ocurrir hasta 19 semanas y un máximo de 24 semanas en caso de anormalidades fetales. En caso de un inevitable riesgo para la vida de la mujer embarazada o un serio riesgo de daño a su salud física o psicológica, la interrupción del embarazo es legal en cualquier momento antes del nacimiento. Las mujeres menores de 18 años deben tener el permiso escritos de un padre o tutor antes de se le realice un aborto.
Desde 2007, la tasa de abortos fue de 7.2 abortos  por cada 1000 mujeres de 15 a 44 años.